# Psectrosciara jamaicensis
Psectrosciara jamaicensis är en tvåvingeart som beskrevs av Cook 1958. Psectrosciara jamaicensis ingår i släktet Psectrosciara och familjen dyngmyggor. Inga underarter finns listade i Catalogue of Life.